# Roma (Australie)
Pour les articles homonymes, voir Roma.
Roma est une ville australienne située dans la zone d'administration locale de Maranoa, dont elle est le siège, au Queensland.

## Géographie
La ville est située dans le Queensland du Sud-Ouest, à l'intersection de la Warrego Highway et de la Carnarvon Highway, à 500 km à l'ouest de Brisbane.
L'économie de la ville repose sur la viande bovine, les céréales et la laine.

### Climat
Roma a un climat subtropical humide assez sec (Köppen: Cfa) avec des étés chauds et des hivers doux, avec des nuits froids. La pluviométrie est assez faible: 560,9 mm par an, principalement en été. La ville est assez ensoleillée: avec 155.1 jours clairs et 66.2 jours nuageux annuellement. La température la plus élevée enregistrée est de 45,8 ºC le 3rd janvier 2014, tandis que la température la plus basse est de −5,8 ºC le 10th of août 1995.
| Mois                                            | jan. | fév. | mars | avril | mai  | juin | jui. | août | sep. | oct. | nov. | déc. | année |
| ----------------------------------------------- | ---- | ---- | ---- | ----- | ---- | ---- | ---- | ---- | ---- | ---- | ---- | ---- | ----- |
| Température minimale moyenne (°C)               | 21,1 | 20,1 | 17,6 | 12,4  | 7,7  | 5    | 3,7  | 4,8  | 9,3  | 13,6 | 17,1 | 19,3 | 12,6  |
| Température maximale moyenne (°C)               | 34,6 | 33,1 | 31,7 | 28,2  | 23,8 | 20,6 | 20,5 | 22,8 | 26,8 | 30   | 32,2 | 33,6 | 28,2  |
| Record de froid (°C)                            | 9,2  | 9,5  | 4,3  | −0,6  | −2,9 | −4,8 | −5,5 | −5,8 | −3,5 | 1,4  | 4,2  | 7,8  | −5,8  |
| Record de chaleur (°C)                          | 45,8 | 45   | 42,9 | 36,7  | 33,2 | 32,8 | 29,7 | 36,5 | 40,9 | 42,2 | 43,7 | 45,5 | 45,8  |
| Précipitations (mm)                             | 66,2 | 86   | 61,3 | 30,9  | 31,2 | 27,4 | 22,7 | 21,8 | 27   | 49,9 | 60,7 | 75,3 | 560,9 |
| dont nombre de jours avec précipitations ≥ 1 mm | 5,1  | 6    | 3,9  | 2,4   | 3,1  | 2,8  | 2,6  | 2,5  | 2,9  | 4,7  | 5,7  | 6,5  | 48,2  |
| Humidité relative (%)                           | 34   | 41   | 34   | 33    | 37   | 41   | 38   | 31   | 27   | 28   | 32   | 33   | 34    |

## Histoire
La ville doit son nom à Diamantina di Roma (1833-1893), femme de George Bowen, à l'époque gouverneur du Queensland.
Le borough de Roma est créé en 1867 et devient la ville de Roma le 31 mars 1903. Elle est fusionnée avec les comtés de Bendemere, Booringa, Bungil et Warroo pour former la région de Roma le 15 mars 2008, qui prend le nom de région de Maranoa en 2009.

## Démographie
| 2011  | 2016  | 2021  |
| ----- | ----- | ----- |
| 6 906 | 6 848 | 6 522 |

## Personnalités liées à la ville
- Albert Fuller Ellis (1869-1951) : analyste et un prospecteur, né à Roma.
- Arthur Beetson (1945-2011) : joueur de rugby à XIII devenu entraîneur, né à Roma.
- Darren Lockyer (né en 1977) : joueur de rugby à XIII international, a vécu dans sa jeunesse à Roma.
- Brent Tate (né en 1982) : ancien joueur de rugby à XIII australien, né à Roma.